# NK Troglav Livno
Maillots
Actualités
Dernière mise à jour : le 22 juin 2011.
Le 	Nogometni Klub Troglav Livno (NK Troglav Livno) est un club de football de Bosnie-Herzégovine situé dans la ville de Livno. Ce club évolue en seconde division du championnat de Bosnie-Herzégovine.
Le NK Troglav Livno est créé en 1918.